# Rochester (Minnesota)
 For alternative betydninger, se Rochester. (Se også artikler, som begynder med Rochester)
Rochester er en amerikansk by og administrativt centrum for det amerikanske county Olmsted County i staten Minnesota. I 2005 havde byen et indbyggertal på 94.950. Byen er specielt kendt for hospitalet Mayo Clinic (en) og en af IBM's afdelinger.
- Zumbrofloden i Rochester
- IBM Rochester
- Rochester har et veludviklet net af cykel- og gangstier
- Olmsted Countys regeringsbygning i Rochester
- Det gamle rådhus
- Mayo Medical School

## Ekstern henvisning
- Wikimedia Commons har flere filer relateret til Rochester (Minnesota)
- Rochesters hjemmeside Arkiveret 25. september 2020 hos  Wayback Machine (engelsk)

44°01′24″N 92°27′47″V / 44.0234°N 92.46295°V